# El Golem (película)
El Golem (Der Golem, wie er in die Welt kam) es una película muda alemana de 1920 dirigida por Carl Boese y Paul Wegener. Cuenta la historia de un Golem de arcilla hecho por un rabino de Praga. A pesar de que la  novela homónima de Gustav Meyrink se suele citar como la fuente de la historia, ambas obras no tienen en común más que la presencia del Golem.
Wegener realizó tres películas sobre el mito; la más conocida es ésta de 1920.

## Sinopsis

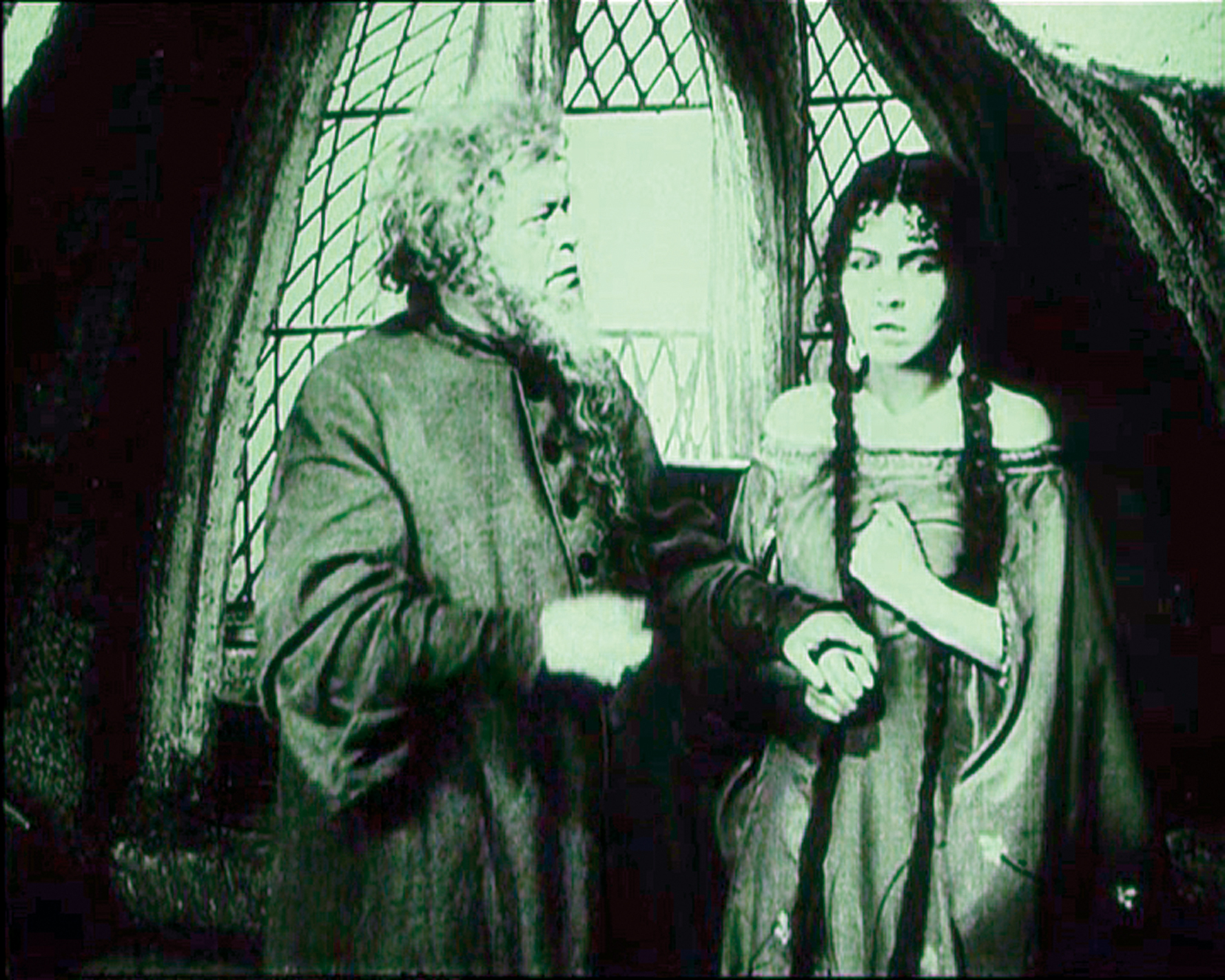
Fotograma de un montaje con tintado: Rabbi Low (A. Steinrück) y Miriam (Lyda Salmonova).

En el siglo XVI, un rabino judío crea una criatura gigantesca de barro llamada Golem, y con la ayuda de hechicería lo trae a la vida para proteger a los judíos de Praga de la persecución. El rabino escribía papeles con órdenes de matar a ciertas personas públicas y los introducía en su boca y el golem cumplía con sus fatídicos designios.

## Reparto
- Paul Wegener ... Golem
- Rudolf Blümner ... Gelehrter
- Carl Ebert ... Troedler
- Henrik Galeen ... Troedler
- Lyda Salmonova ... Jessica
- Robert A. Dietrich
- Jakob Tiedtke